# Moz (Wajoz Dsor)
Moz in der Provinz Wajoz Dsor war eine antike Stadt im Süden Armeniens, die durch ein Erdbeben und einen Vulkanausbruchs im Jahr 735 untergegangen ist. Sie ist die älteste historisch belegte Siedlung in Wajoz Dsor. Im  7. bis 8. Jahrhundert war sie ein wichtiges Handels- und Handwerkszentrum an der Seidenstraße und hatte mehrere tausend Einwohner. Die armenischen Fürsten von Sjunik aus dem Hause Orbelian verlegten ihren Hauptsitz nach der Zerstörung von Moz nach Jeghegis.

## Lage
Moz liegt auf einer knapp 1200 Meter hohen Anhöhe oberhalb des rechten Ufers des Flusses Arpa vier Kilometer südöstlich des Dorfes Malishka. Zu ihrer Blütezeit war die Stadt von fruchtbaren Ländereien und dichten Wäldern umgeben. Nachdem die Wälder verschwunden waren, setzte die Verwüstung der Gegend ein. Der Ort selbst ist verschwunden. Die Ruinen liegen aber immer noch an einer wichtigen Verkehrsroute, der Autobahn M2, der einzigen Transitroute für Fracht aus dem Iran nach Jerewan und weiter nach Georgien.

## Geschichte
Die ältesten Siedlungsspuren in Moz werden auf die Bronzezeit datiert. Sie umfassen ein großes Gräberfeld, das sich über verstreute Hügel etwa zwei bis drei Kilometer östlich von Moz erstreckt, sowie einzelne Gräbern in Moz selbst. In ihnen wurden die Menschen paarweise bestattet. Neben menschlicher Asche fanden die Archäologen Hundeskelette, verbrannte Äste, Ton- und Keramikgefäße, Obsidian, verzierte Bronzenadeln und andere Gegenstände. Durch ihr Dekor werden sie in das frühe 1. Jahrtausend vor Christi datiert und der Traghk-Vanadzor-Kultur zugeordnet. Funde aus späterer Zeit belegen, dass der Ort im Urartäischen Reich eine wichtige Funktion hatte. Hellenistische Artefakte zeigen die kontinuierliche Bedeutung des Ortes nach dem Untergang des Reiches.
Im 7. bis 8. Jahrhundert war Moz ein wichtiges Handels- und Handwerkszentrum an der Seidenstraße. Zu dieser Zeit hatte die Stadt mehrere tausend Einwohner. Ein Erdbeben und ein Vulkanausbruchs zerstörten die Stadt im Herrschaftsbereich der armenischen Orbelian-Fürsten im Jahr 735. Sie verlegten ihren Hauptsitz nach der Zerstörung von Moz nach Jeghegis. Der mittelalterliche Historiker Kirakos Gandzaketsi beschreibt den Untergang von Moz als Gottesstrafe für den Tod des Stepanos Siunetsi, der in Moz von einer Prostituierten erschlagen worden sein soll. Seinen Worten zufolge hüllte eine undurchdringliche Finsternis die Grenzen Moz’ unmittelbar nach dem Mord ein. Anschließend bebte die Erde vierzig Tage lang und begrub zehntausende Menschen unter sich. Übrig blieb eine Wüste, weshalb der Ort den Namen Wajoz Dsor (= Tal der Wüsten) erhielt, der auch heute noch gebräuchlich ist. Auf Chatschkaren (Kreuzsteinen) und Grabsteinen festgehaltene Daten (1266, 1284, 1311, 1321, 1471, 1483) sowie Tributzahlungen an das Kloster Tatev im 13. Jahrhundert belegen jedoch, dass der Ort nicht sofort aufgegeben wurde, wenngleich er seine Bedeutung verloren hatte. Später lag das kleine Dorf Novlar (auch bekannt als Moz) auf der Dorfwüstung. Die Nachfolgesiedlung wurde Anfang des 20. Jahrhunderts aufgegeben.  
Erste Ausgrabungen fanden in den Jahren 1978 bis 1979 unter der Leitung von Hasmik Israyelyan statt. Die bei dieser Exkursion sowie folgenden Ausgrabungen gefundenen Artefakte aus der Bronzezeit sowie aus dem Mittelalter werden im Regionalmuseum von Jeghegis gezeigt.